# Архангельский, Фёдор Сергеевич
Фёдор Серге́евич Арха́нгельский (1855—1928) — российский врач и общественный деятель. В тульском краеведении позиционируется как создатель первого медицинского вытрезвителя.

## Биография
Родился 18 января 1855 года в городе Алексине Тульской губернии в многодетной семье священника. По окончании тульской семинарии поступил на медицинский факультет Московского государственного университета, который окончил в 1879 году и получил направление на работу в Тамбовскую губернию.
В 1881 году вернулся в родной Алексин, где работал уездным и городским врачом, руководил больницей. Когда Алексин охватила эпидемия дифтерии, Фёдор Архангельский использовал хлорный газ для дезинфекции сельских изб и тем самым спас от болезни многих людей. В 1884 году Ф. С. Архангельского пригласили работать на должность городского врача в Тулу, где он провёл остаток жизни.
В 1898 года Архангельский получил повышение до помощника инспектора при врачебном отделении правления Тульской губернии. Входил в состав Общества тульских врачей и являлся членом Тульского отдела Русского общества охранения народного здравия. Тульский губернатор М. М. Осоргин вспоминал о нём:
Доктор Архангельский — прекрасный человек и по нравственным качествам бескорыстный, гуманный друг человечества, — увы, страдал запоем.
Имя Фёдора Сергеевича Архангельского связывают с созданием первого вытрезвителя, называвшегося «Приют для опьяневших», который был открыт 7 ноября 1904 года в 2-этажном доме Гудковой на Рубцовской улице. По более точным сведениям, аналогичный приют с 1903 г. работал в Ярославле, куда туляки ездили на стажировку. За свой почин Архангельский был удостоен в 1913 году золотой и серебряной медали на гигиенической выставке в Санкт-Петербурге. 
В годы русско-японской и Первой мировой войн Ф. С. Архангельский назначался ординатором и консультантом в лазаретах и обществах Красного Креста. В годы Гражданской войны в России занимался лечением от холеры, испанки и сыпного тифа. Принимал участие в открытии в 1919 году в Туле противотуберкулезного диспансера. Был автором более 40 научных трудов.
Умер 29 июля 1928 года в Туле и был похоронен на Всехсвятском кладбище одноимённого храма. В 2016 году на могиле доктора был установлен памятник.